# Ryszard Gryglewski
Ryszard Jerzy Gryglewski (ur. 4 sierpnia 1932 w Wilnie, zm. 30 stycznia 2023 w Krakowie) – polski lekarz, specjalista w dziedzinie farmakologii, w latach 1965–2003 kierownik Katedry Farmakologii Akademii Medycznej w Krakowie, a następnie Collegium Medicum Uniwersytetu Jagiellońskiego. Kawaler Orderu Orła Białego.

## Życiorys
W 1955 ukończył z wyróżnieniem Wydział Lekarski Akademii Medycznej w Krakowie. W 1958 obronił pracę doktorską dotyczącą pochodnych sulfonylomocznika. Już wtedy, niespełna rok po wprowadzeniu pierwszego leku z tej grupy do leczenia cukrzycy typu 2, zwrócił uwagę na ich pozatrzustkowe mechanizmy działania. W 1976 został profesorem zwyczajnym Wydziału Lekarskiego.
W 1976 zespół w składzie Salvador Moncada, Ryszard Gryglewski, Stuart Bunting i John Vane odkrył prostacyklinę. Pracę opublikowano na łamach czasopisma Nature. Ryszard Gryglewski wraz z zespołem lekarzy z Krakowa po raz pierwszy zastosował prostacyklinę w leczeniu niedokrwienia kończyn dolnych. Prowadził również badania nad zastosowaniem prostacykliny u pacjentów z niedokrwiennym udarem mózgu. W 1975 spostrzegł, iż glukokortykosteroidy hamują uwalnianie kwasu arachidonowego z błon fosfolipidów, dzięki czemu R. Flower mógł odkryć lipokortyny. W 1977 odkrył pierwszy selektywny inhibitor tromboksanów.
Na początku lat siedemdziesiątych opisał nieenzymatyczny mechanizm dla fibrynolitycznego działania niesterydowych leków przeciwzapalnych, wykazał rozszczepienie funkcji metabolicznych od inotropowych w sercu oraz udowodnił doświadczalnie, że "Rabbit Aorta Contracting Substance" jest metabolitem kwasu arachidonowego, co przyczyniło się do odkrycia przez Bengta Samuelssona tromboksanu A2.
Ogłosił i udowodnił hipotezę mówiącą, że częste napady astmy oskrzelowej spowodowane są zahamowaniem aktywności cyklooksygenazy przez aspirynę i inne niesterydowe leki przeciwzapalne.
W ostatnich latach odkrył, iż leki przeciwpłytkowe, m.in. klopidogrel, wywierają silne działanie fibrynolityczne w mechanizmie zależnym od śródbłonka tętnic.
Na początku lat osiemdziesiątych XX wieku był rektorem Akademii Medycznej w Krakowie.
W 1990 kandydował na urząd prezydenta miasta Krakowa. Przed wyborami prezydenckimi w 2010 roku poparł kandydaturę Jarosława Kaczyńskiego, podpisując deklarację „Polska jest najważniejsza”.
Postanowieniem prezydenta Aleksandra Kwaśniewskiego z 12 lipca 2002 "za wybitne zasługi w pracy naukowej i dydaktycznej" odznaczony został Krzyżem Wielkim Orderu Odrodzenia Polski. 26 stycznia 2017 został przez prezydenta Andrzeja Dudę odznaczony Orderem Orła Białego.
Zmarł 30 stycznia 2023 roku w Krakowie.